# 猪豚蛇
猪豚蛇为中国传说的妖怪。叫声如猪，会袭击人，体长有三尺，四条腿，全身长毛。传说在宋朝，它在正在训练时的士兵面前出现，把人吃掉了；后来被会使用法术的军人制服。

## 相關
- 中國妖怪列表